# موکیم

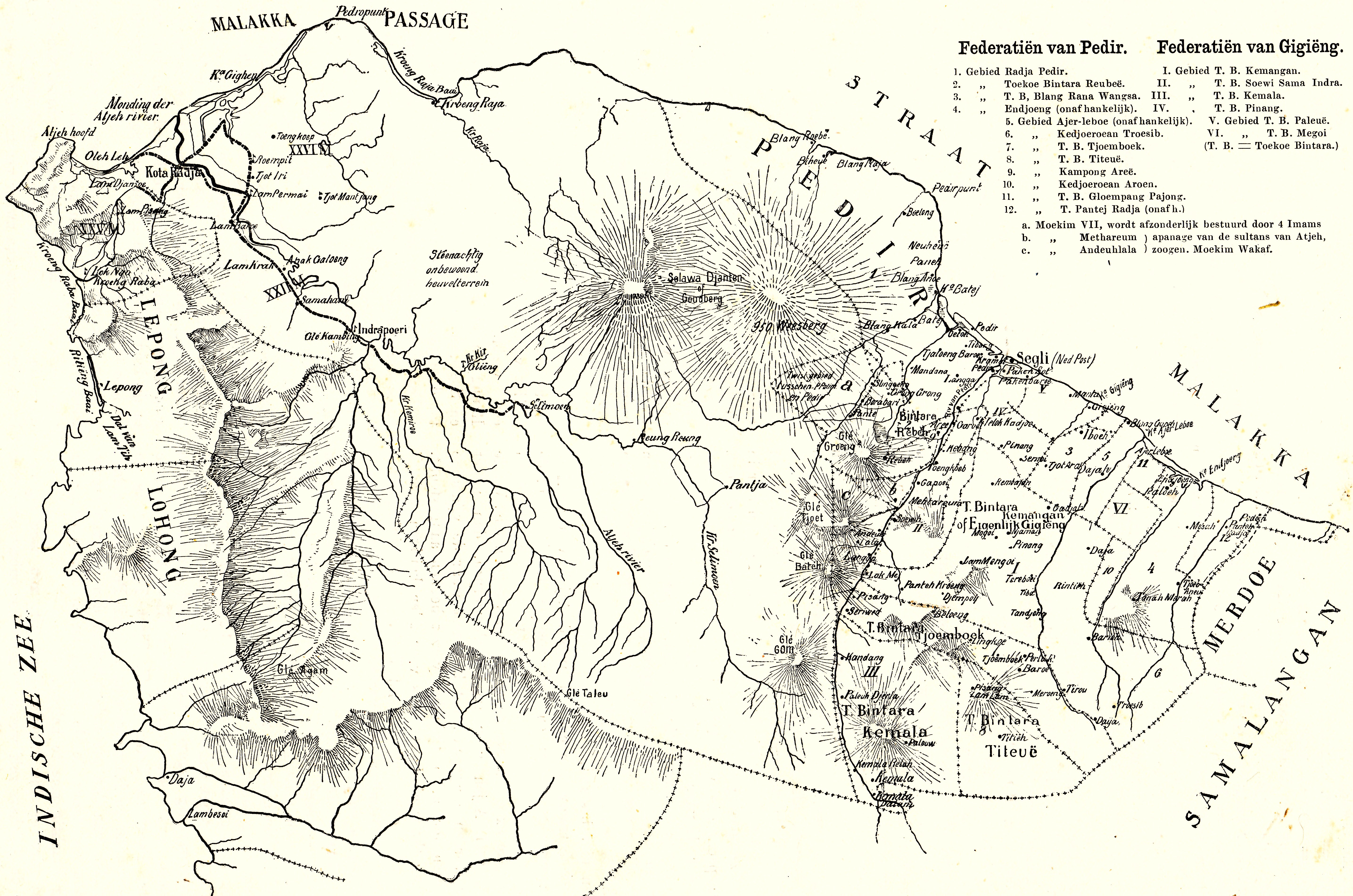
واژه موکیم، هرچند از زبان عربی وارد زبان‌های مالایی و انگلیسی شده است، امروزه به عنوان یک واحد مهم اداری در کشورهای برونئی، اندونزی، مالزی و سنگاپور شناخته می‌شود. این واحدها نقش مهمی در مدیریت و ارائه خدمات به مردم در این کشورها دارند و به بهبود زندگی اجتماعی و اقتصادی جوامع محلی کمک می‌کنند.

موکیم (به انگلیسی: mukim) نوعی تقسیم اداری است که در کشورهای برونئی، اندونزی، مالزی و سنگاپور استفاده می‌شود. واژه موکیم یک واژه عاریه‌ای در زبان انگلیسی است. هرچند در اصل این واژه نیز در زبان مالایی از واژه عربی: مقیم (به معنی اقامت‌گزیده یا ساکن) عاریه گرفته شده بود. نزدیکترین ترجمه در زبان انگلیسی برای واژه موکیم (mukim)، واژه تاون‌شیپ (township) است.

## کاربرد
برونئی
در برونئی، موکیم یک زیربخش بلافاصله از منطقه (به مالایی: daerah) است. در زبان انگلیسی، معادل واژه موکیم (mukim) کلمه تاون‌شیپ (township) است. ۳۸ موکیم در برونئی وجود دارد. هر موکیم یک ناحیه اداری است که شامل چند کامپونگ (kampung؛ واژه مالایی معادل روستا) است.
اندونزی
در اندونزی، موکیم به معنی محل اقامت یا فردی که می‌ماند، می‌باشد در صورتی که واژه pemukiman (پموکیمان) به معنی زیستگاه (a settlement) است. فقط در استان آچه، از اصطلاح موکیم به مفهوم زیربخش یک منطقه استفاده می‌گردد. یک موکیم از چند روستا تشکیل شده است.
مالزی
در مالزی طبق بند ۱۱ (c) کد ملی زمین ۱۹۶۵، یک موکیم می‌تواند هم زیر بخش یک دائره (منطقه یا شهرستان) یا زیر بخش یک ناحیه فرعی مستقل (به مالایی: daerah kecil) باشد. هرچند در پوتراجایا از واژه موکیم برای تقسیم‌بندی استفاده نمی‌شود و به جای آن، اصطلاح حوزه (به مالایی: presint) (به انگلیسی: precinct) بکار گرفته می‌شود. در ایالت شمالی پرلیس به خاطر مساحت کوچکش به‌طور مستقیم به موکیم تقسیم‌بندی شده و دیگر از تقسیم‌بندی دائره استفاده نشده است.